# دنيس لويد
دنيس لويد (بالعبرية: דניס לויד‏) هو مغني إسرائيلي، ولد في 19 يونيو 1993 في تل أبيب في إسرائيل.

## وصلات خارجية
- الموقع الرسمي
- دنيس لويد على موقع ميوزك برينز (الإنجليزية)
- دنيس لويد على موقع أول ميوزيك (الإنجليزية)
- دنيس لويد على موقع ديسكوغز (الإنجليزية)